# Markt (Magonza)

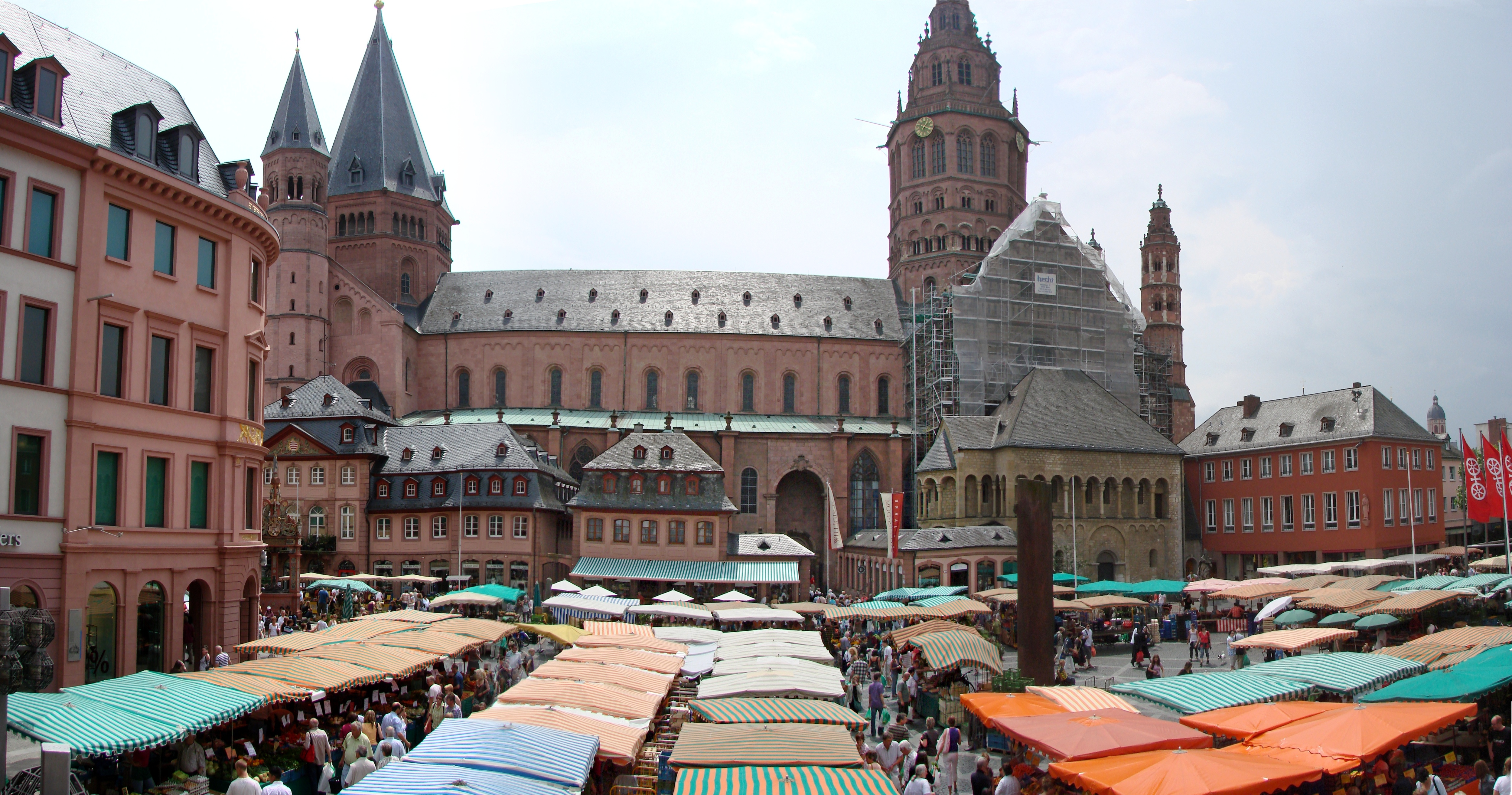
Mercato settimanale sulla Marktplatz nel 2009

Il Markt (letteralmente: «mercato») di Magonza è la più settentrionale e la più grande delle quattro piazze intorno al Duomo di Magonza.

## Storia
Con la costruzione della cattedrale, intorno al 975, la piazza del mercato sarebbe dovuta diventare il principale snodo di merci di ogni tipo. All'estremità meridionale c'erano inizialmente le botteghe dei commercianti di lana e stoffa e le pelliccerie. Sul lato nord cucine e panetterie. Nel corso dei secoli, iniziarono a predominare nell'offerta i prodotti dell'agricoltura. Inizialmente venivano offerti in grandi cesti posti sul selciato e solo più tardi sui dei banchi di vendita. I nomi Korbgasse, Seilergasse e Fischergasse testimoniano che l'attività commerciale si estendeva oltre la piazza, nelle immediate vicinanze.
L'elettore Alberto di Hohenzollern fece ricostruire la fontana del mercato in stile rinascimentale nel 1526. Alcune case barocche rappresentative ma modeste vennero sostituite nel XVIII secolo. Allo stesso tempo, la serie più vecchia di edifici sul lato nord del mercato fu interessata da una serie di nuovi edifici e riconversioni.
Alla fine del XIX secolo, il traffico pedonale venne separato da quello veicolare per motivi di sicurezza con la realizzazione di marciapiedi e corsie per i mezzi di trasporto. Di conseguenza, la fontana del mercato dovette essere spostata. Ad eccezione delle case barocche vicine alla cattedrale, nessuno dei magnifici edifici civili presenti sulla piazza sopravvisse alla seconda guerra mondiale e agli attacchi aerei su Magonza. Nel 1949 Karl Gruber chiese che nella piazza fosse mantenuta un'area pedonale e non venisse intersecata da una corrente di traffico diagonale.
Nel 1975 venne celebrato il 1000º anniversario della fondazione della cattedrale e fu l'occasione per un concorso relativo alla riprogettazione della sistemazione dell'area pedonale delle piazze intorno alla cattedrale, Liebfrauenplatz, Markt, Höfchen e Leichhof. Si aggiudicò la vittoria lo studio di architettura Infra Society for Environmental Planning. Il concetto progettuale dell'architetto Wolfram Becker permise di riportare la fontana nella sua vecchia posizione e venne data una nuova attenzione all'Heunensäule. Per tre delle quattro piazze intorno alla cattedrale, venne scelta una pavimentazione in basalto blu con strisce in granito.
Sul lato nord del mercato, l'immagine della facciata storica dovette essere nuovamente creata, per quanto possibile, su proposta del vincitore del primo premio. Questo progetto fu approvato dagli organi municipali. La riprogettazione esterna degli edifici, nel dopoguerra, iniziò nel 1979. La casa al numero 7/9 era su Augustinerstrasse e fu demolita nel 1903. Quelle ai numeri 1 e 5 erano di recente costruzione in quanto ricostruite con le facciate prebelliche. Nel 1991 fu completata la riprogettazione sul lato nord del mercato. Le facciate del mercato ricostruite diventarono presto uno dei motivi più popolari della piazza.
Il restauro delle facciate del Markt proseguì nel 2003, anche su progetto dell'architetto Wolfram Becker. Le case ai numeri 19 e 21 vennero riprogettate. Per la casa d'angolo, l'architetto si basò su un disegno classico del 1816, che era rimasto, su questa proprietà, fino alla fine del XIX secolo. Ai numeri 11–13 i cinema "Rex" e "Bambi" erano fuori servizio già da anni, e il Wohnbau Mainz acquistò questo complesso edilizio e poco dopo l'edificio al Markt 15.
Il proposto cambio di uso in un edificio residenziale e commerciale, secondo i piani dello studio di architettura Massimiliano Fuksas, richiedeva la demolizione e ricostruzione. Alla fine del 2008 la vecchia facciata era stata restaurata con poche modifiche.

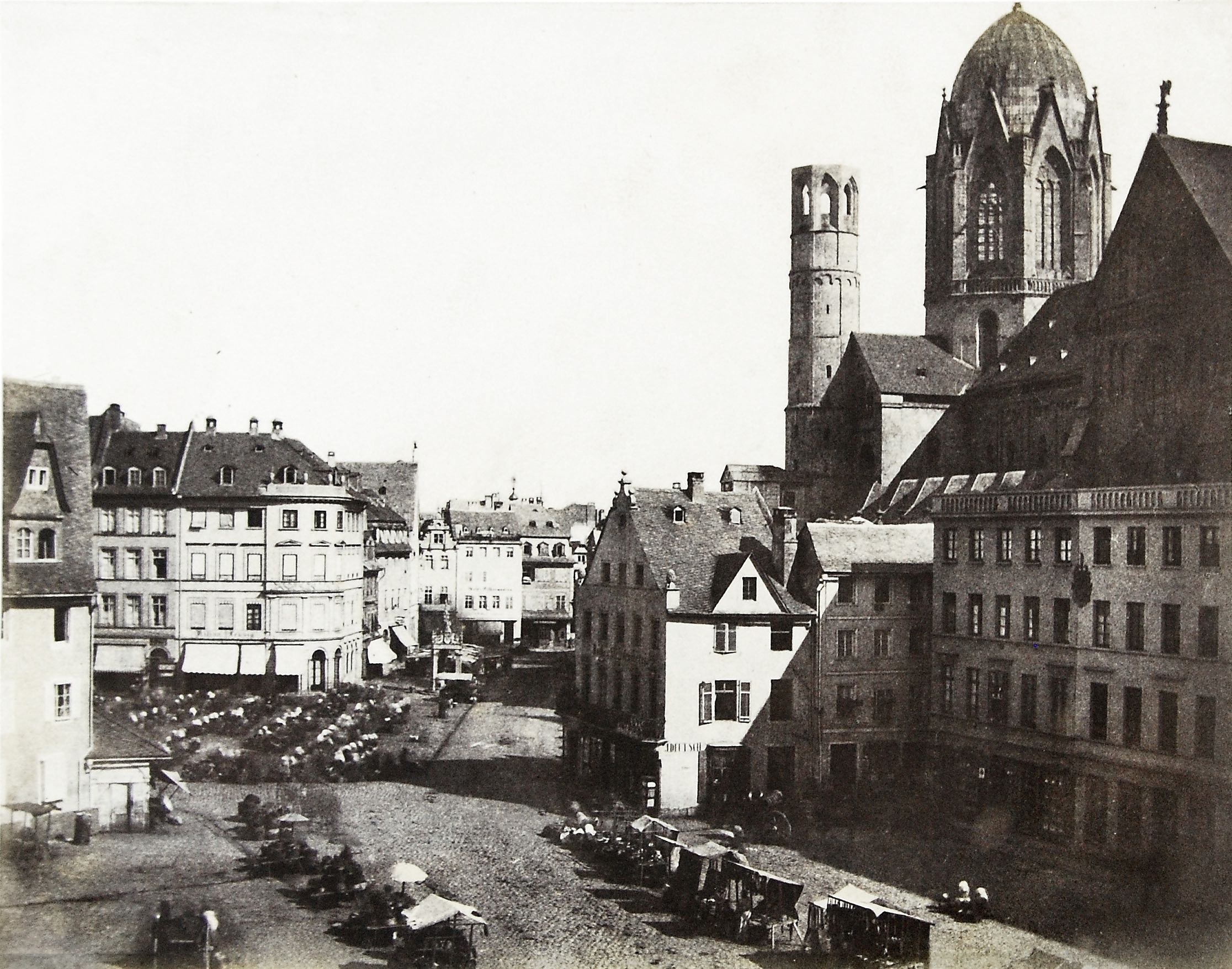
Vista dallo Staatstheater su Höfchen e Markt nel 1853.
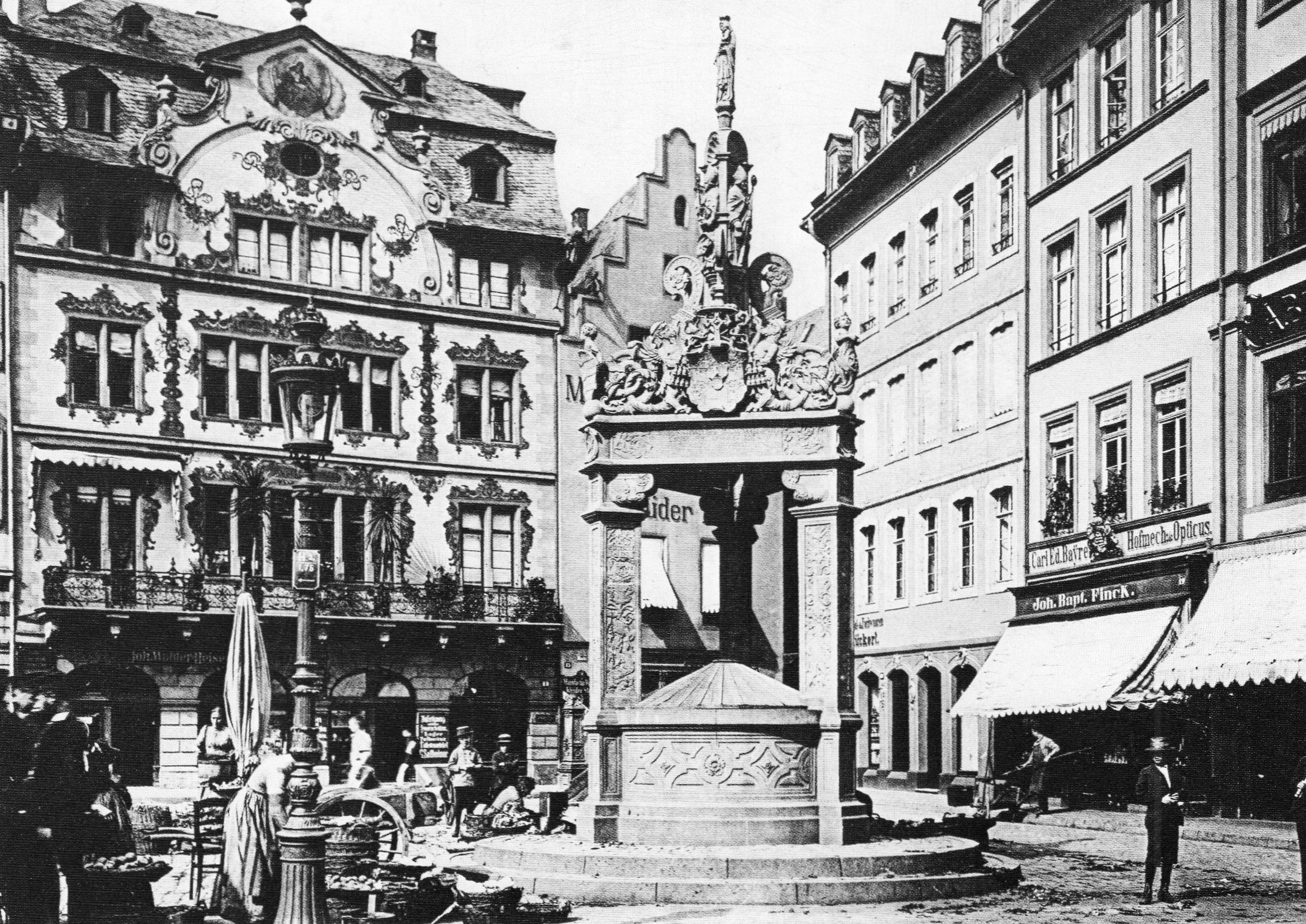
Lato nord-est con la fontana del mercato prima del 1900
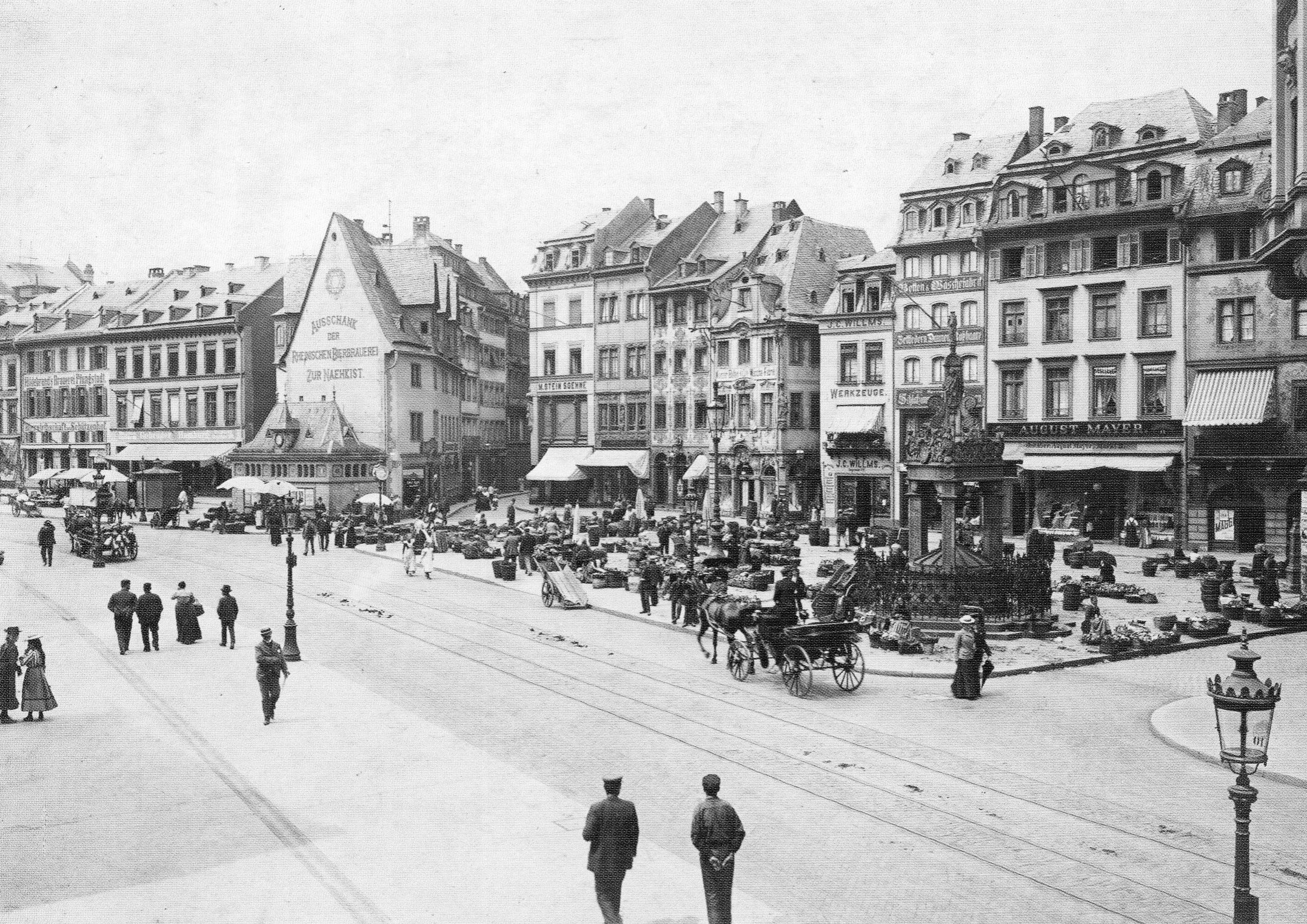
Parte settentrionale del mercato intorno al 1900
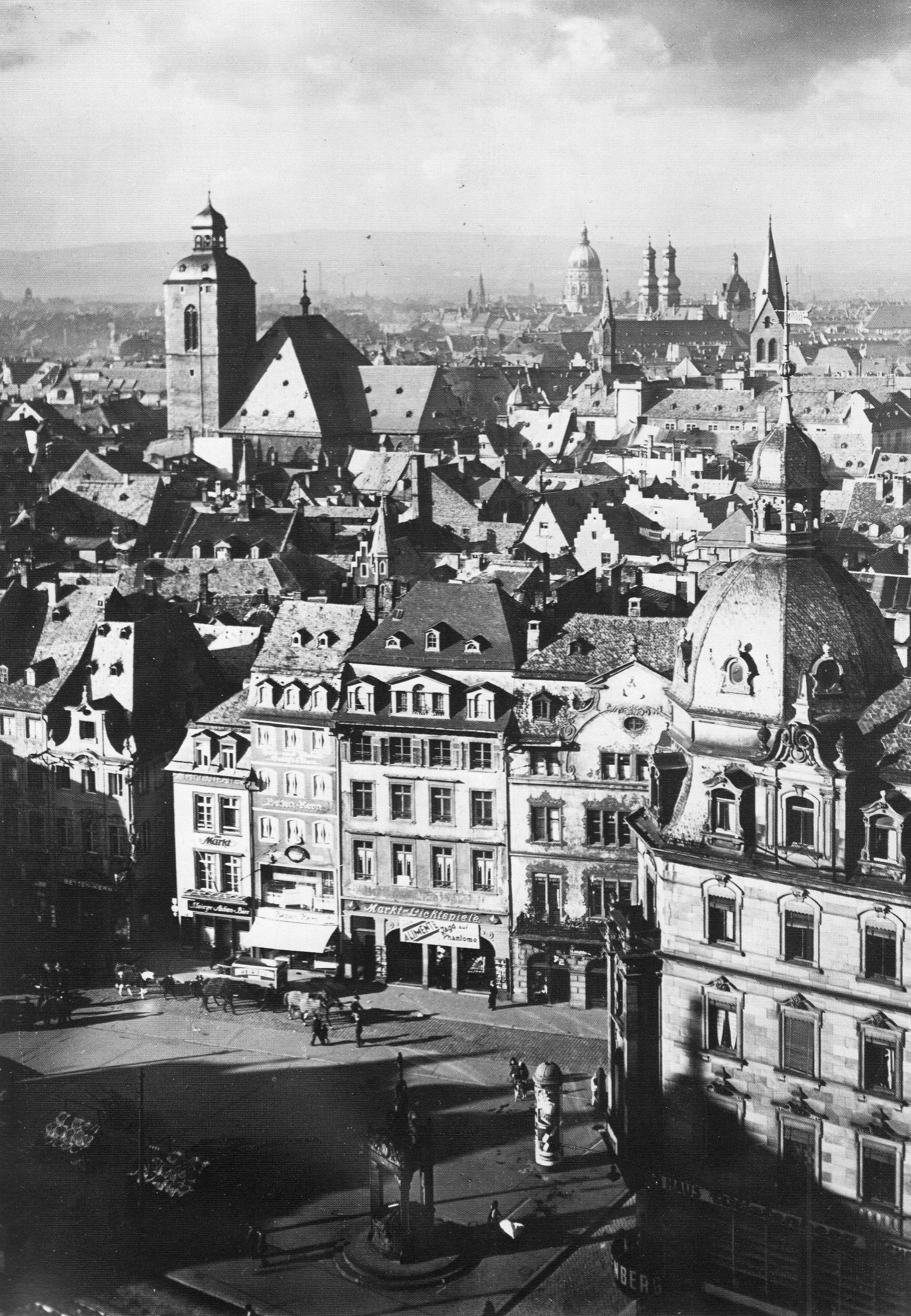
Vista dalla cattedrale sul mercato intorno al 1900
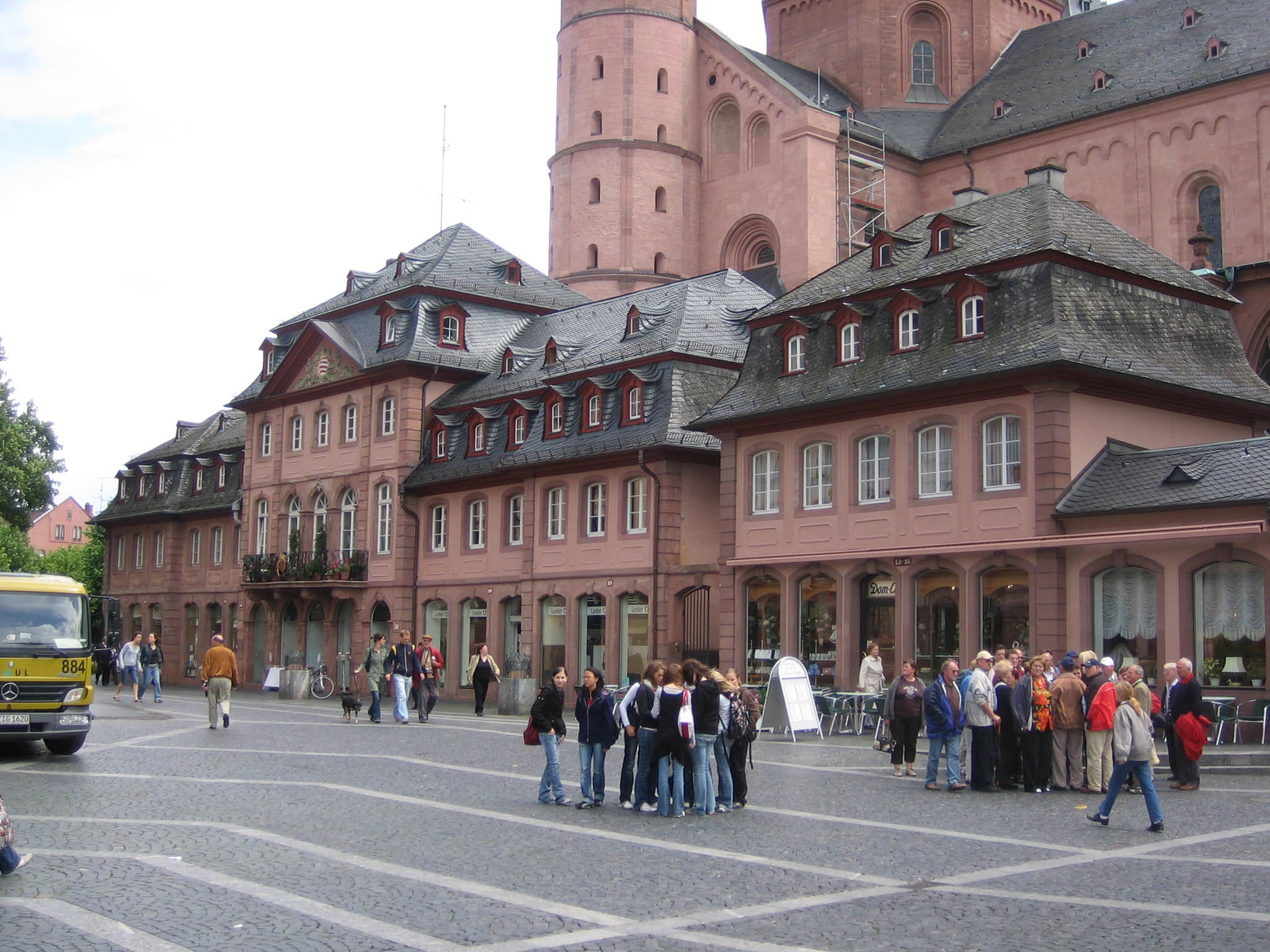
Edificio al numero 18-26
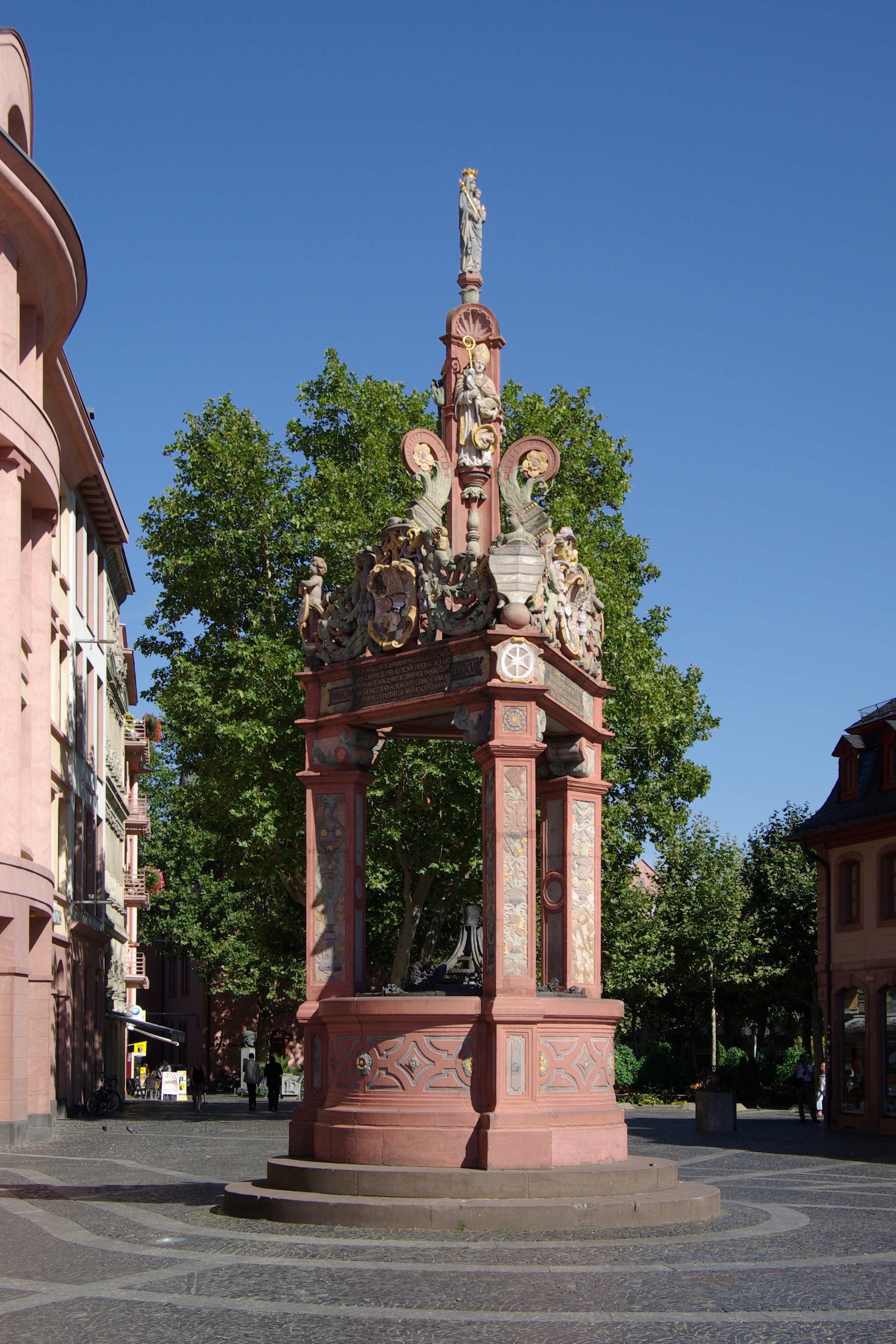
Fontana del mercato
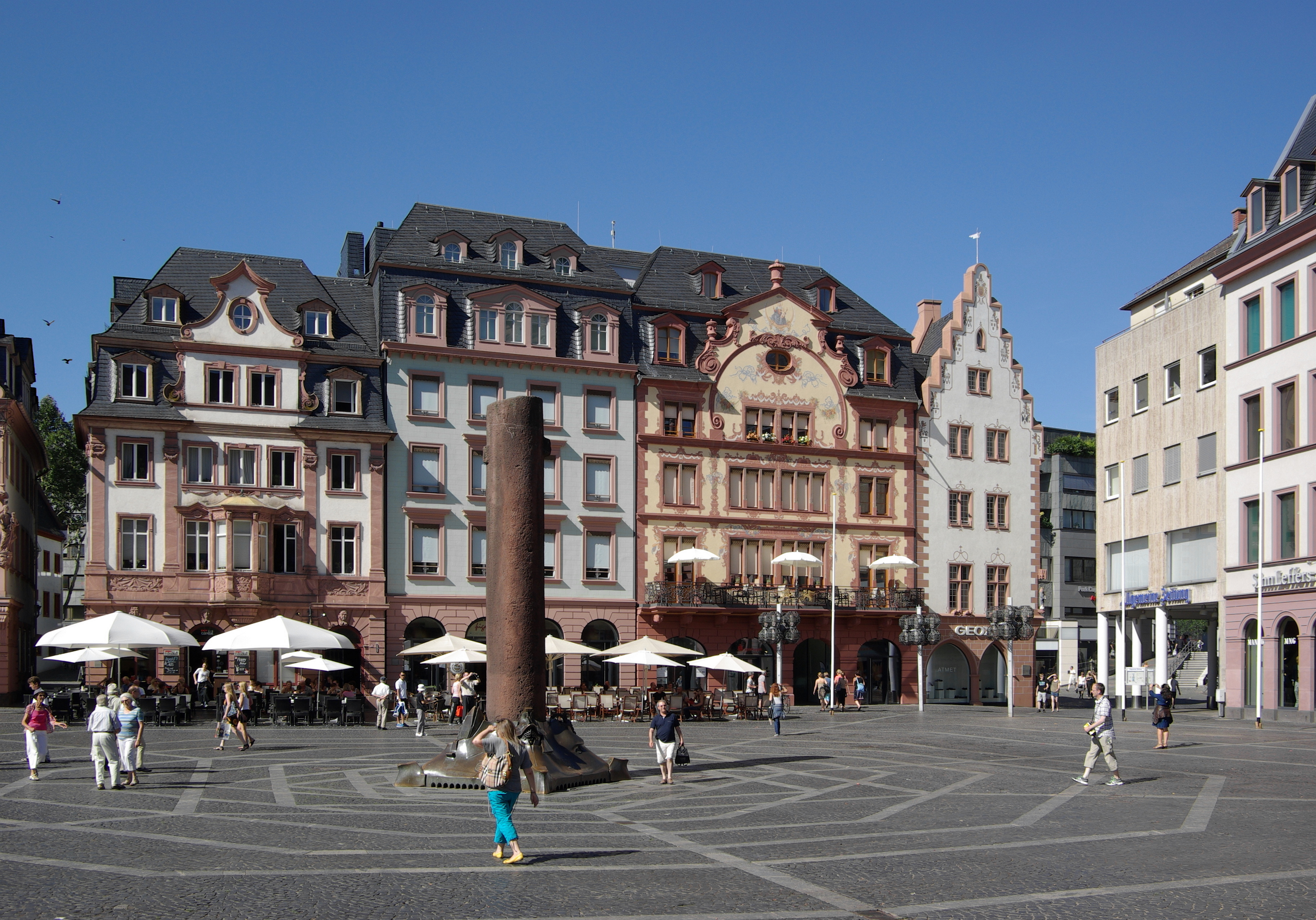
Il lato nord del mercato
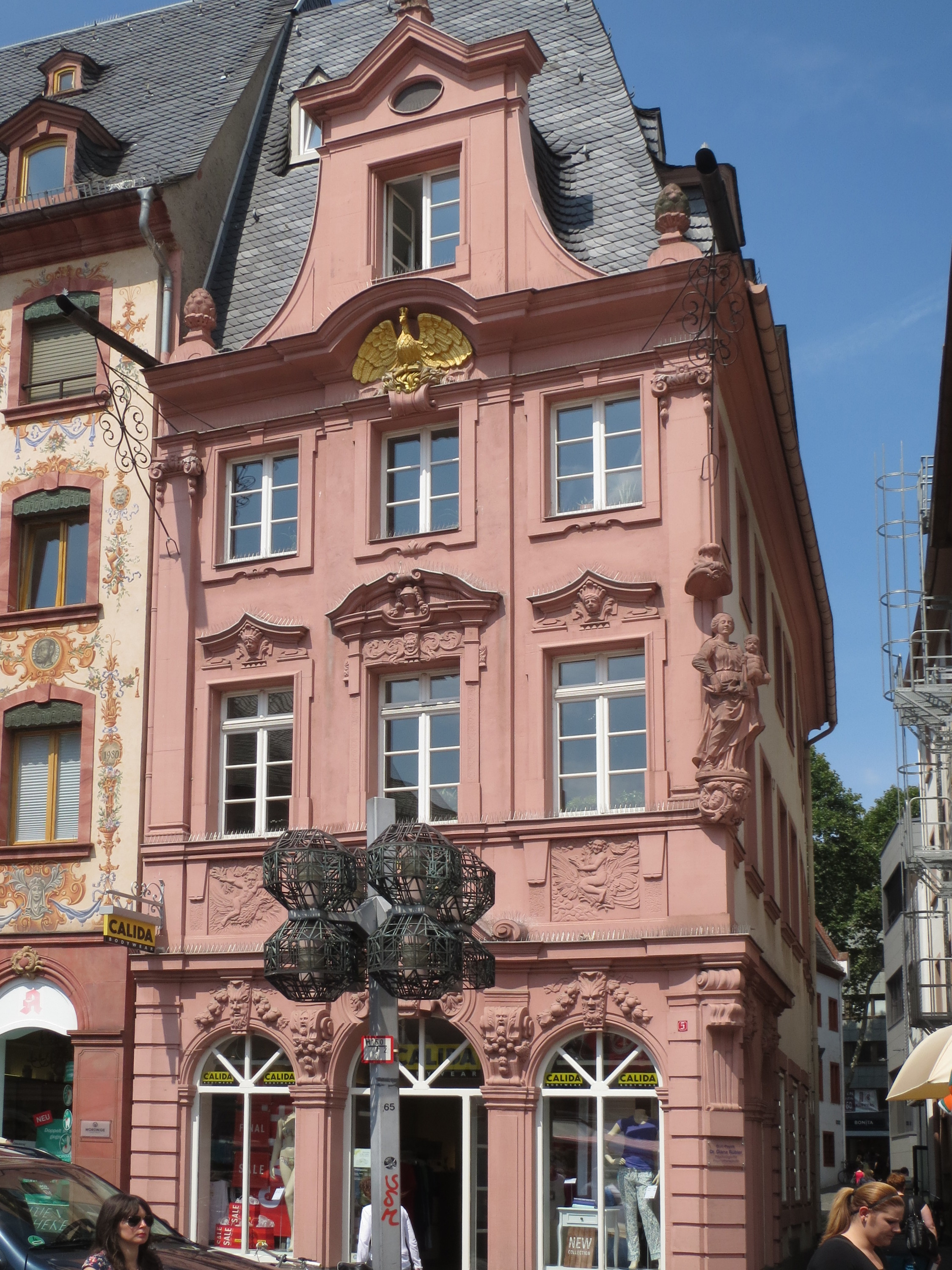
La casa Fleming

## Eventi regolari
Il mercato si svolge da gennaio a metà novembre il martedì, venerdì e sabato dalle 7 alle 14. Da fine novembre fino al 23 dicembre, per la maggior parte vi si svolge il mercatino di Natale.
Altri eventi che utilizzano anche parzialmente il mercato sono il Rosenmontagszug e la Johannisnacht.

## Monumenti culturali sulla piazza del mercato

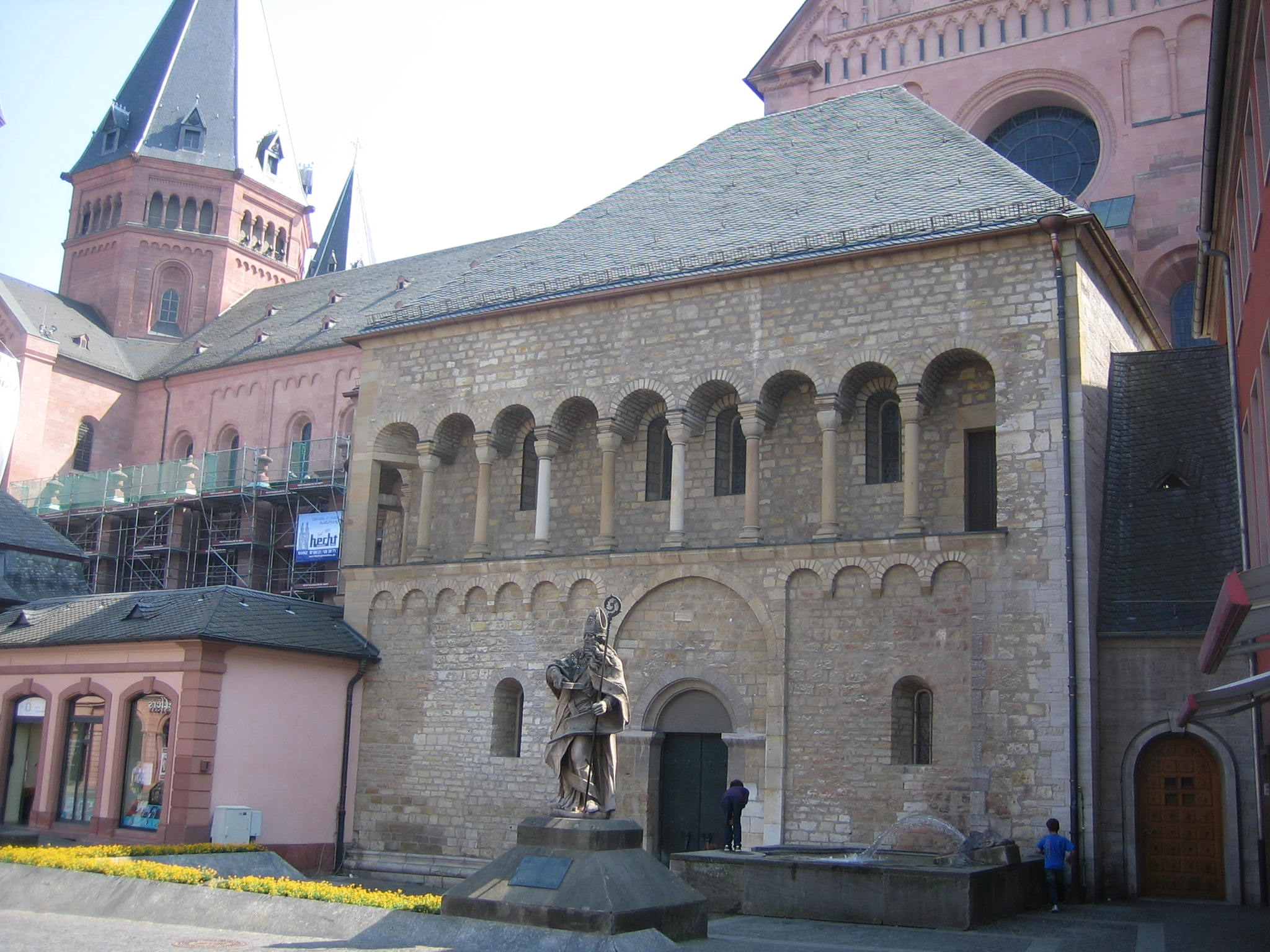
Cappella di San Gottardo, vista dal mercato

- Mercato: fontana del mercato del Rinascimento, donata nel 1526, in arenaria rossa, trabeazione con iscrizione del donatore e stemma su tre pilastri in rilievo, saggio ricco di figure e putti nel 1767, con una statua della Madonna nel 1890.
- mercato 8: Cappella di San Gottardo: ex cappella di corte e palazzo, edificio bugnato in pietra calcarea a due piani, navata cubica con coro rientrante e abside semicircolare, 1137
- mercato 18–26: case della cattedrale con negozi, edificio rococò in tre parti con edificio centrale a tre piani, tetti a mansarda, 1771, architetto probabilmente Johann Valentin Thomann
- mercato 31: rappresentativo edificio a quattro piani adibito ad uso commerciale, neorinascimentale/nuovo barocco, 1878, architetto Peter Gustav Rühl